# Nicolaas de Graaff

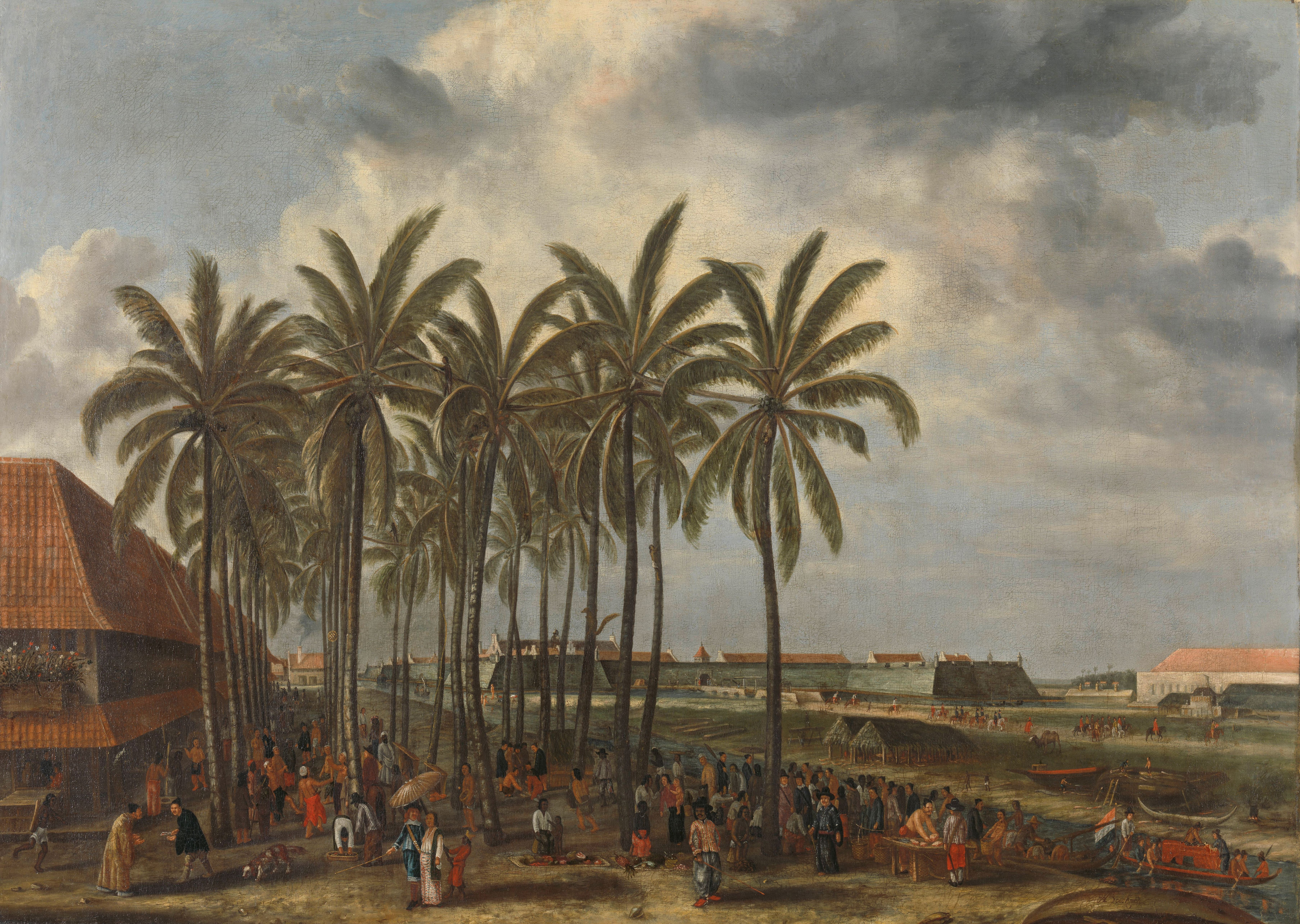
Het kasteel van Batavia, gezien vanaf West Kali Besar. (Andries Beeckman, circa 1656-58)

Nicolaas de Graaff (gedoopt Alkmaar, 18 augustus 1619 - Egmond aan Zee, 1688) was een chirurgijn, schrijver van een reisverhaal, en tekenaar. Als de zoon van een zeeman trad hij in 1639 toe tot de VOC voor de Kamer te Hoorn en maakte in totaal zestien reizen over de hele wereld. Hij schreef een humoristisch verslag dat in 1701 postuum verscheen als Reisen van Nicolaus de Graaff, na de vier gedeeltes des werelds tezamen met de Oost-Indise spiegel. Deze Oost-Indise Spiegel geeft een zeer scherpe, en verre van lovende beschrijving van het leven en de zeden der Hollanders in Oost-Indië, waarin hij vrouwen, de morshandel, en Rijkloff van Goens junior, die onderweg stierf, hekelt. Eenmaal thuis werd hij schout en burgemeester van Egmond aan Zee.

## Biografie

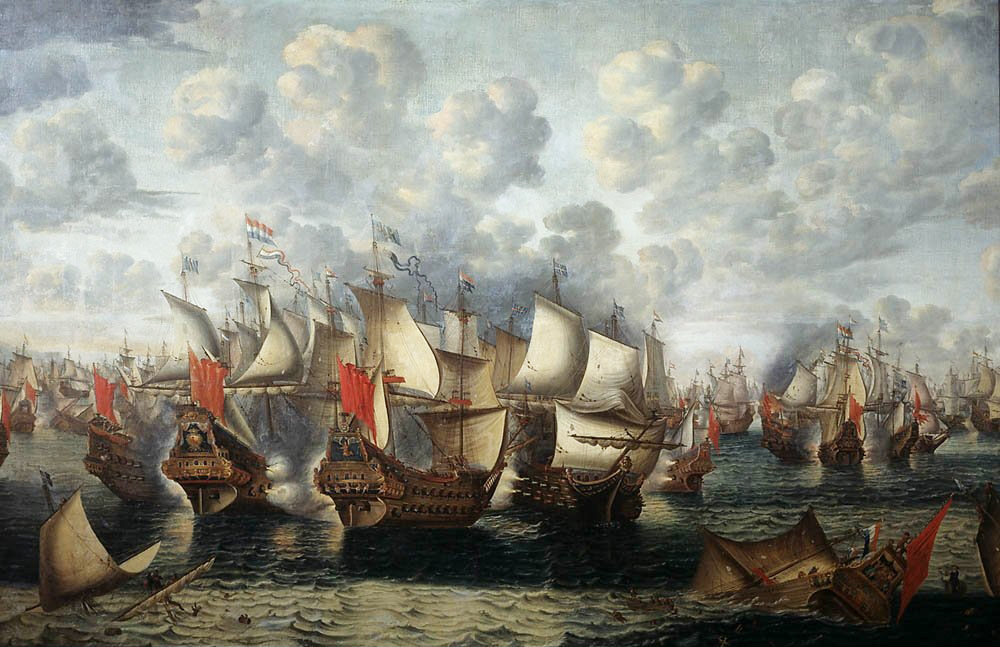
Slag in de Sont op 8 november 1658

Eind 1639 vertrok hij naar de Oost als onderchirurgijn, nadat hij een opleiding had genoten bij een barbier. Al snel na het passeren van de evenaar werd vanwege een voedseltekort de zieken in water, wijn, suiker en kaneel gekookte rijst met geroosterde ratten opgediend. In 1641 liep hij door vallend hout een ernstige hoofdwond op bij de acht maanden durende belegering van Malakka. De Graaff verbond de vele gewonden als gevolg van de vergiftigde pijlen en speren in de strijd tegen de sultan van Makassar. In 1643 was hij terug in Alkmaar. In 1644 maakte hij zijn tweede reis; dit keer als chirurgijn. Dat betekende dat hij met de officieren at, maar sliep in de konstabelkamer; zijn patiënten lagen tussen de touwen. Hij hoefde geen wacht te lopen en was vrijgesteld van de krijgsraad.
In 1647 trouwde hij in Alkmaar. Daarna vertrok hij voor een korte reis op een walvisvaarder naar Groenland. In 1648 reisde hij naar de Middellandse Zee. Vervolgens kwam hij terecht op een schip naar Nederlands-Brazilië. Eind 1653 was hij weer terug in het lieve en wel gewenste vaderland. In 1657 deed hij dienst op met de Tijdverdrijf onder Michiel de Ruyter. Die voerde acties uit op de Middellandse Zee en tegen Portugal. In 1659 commandeerde De Ruyter een hulpvloot die luitenant-admiraal Jacob van Wassenaer Obdam moest bijstaan bij het heroveren van de Deense eilanden na de overwinning in de Slag in de Sont. De Graaff maakte een zware overwintering in Kopenhagen mee en hoefde naar eigen woorden die winter niet stil te zitten.

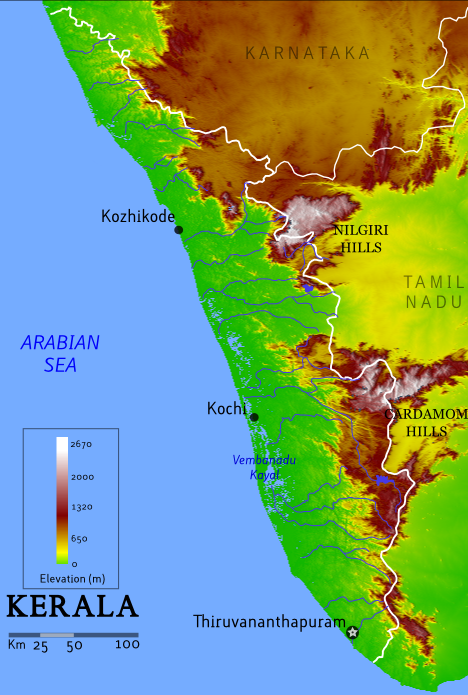
Kaart van Kerala met de Malabaarse kust

In 1661 trad hij in dienst van de Admiraliteit van Amsterdam. Op de tocht naar Algiers in 1662 werden 1400 Nederlandse slaven vrijgekocht. Op zijn elfde reis in 1663 nam hij zijn zoon mee. In 1664 was hij in Smyrna dat door een aardbeving werd getroffen. Onder leiding van een janitsaar maakte hij een wandeling naar de Tempel van Artemis in Efeze. In 1665 was hij terug in Egmond aan Zee, maar hij had zijn zoon achtergelaten in Saint Malo voor een opleiding. In 1666 nam hij deel aan de Tweede Engelse Oorlog, opnieuw onder De Ruyter. In juni 1669 kwam hij in Batavia aan. Tijdens de reis had hij de beschikking over een vijftal assistenten. De reis had aan 31 levens van de 325 opvarenden gekost, waaronder zijn zoon. Een maand later vertrok hij naar Bengalen, waar hij ruim twee jaar verbleef.
In Monger aan de Ganges werd hij zeven weken gevangengezet op verdenking van spionage, toen de Compagnie hem had verzocht de voornaamste steden en gebouwen te tekenen. Toen hij de neef van de vorst had behandeld kreeg De Graaff een jonge rhinoceros geschenk. In Chiopra (Bihar) ging hij op bezoek bij Joan van Oosterwijck die gevloerd was vanwege een inheemse ziekte. De Graaff tekende de salpeterfactorij in 1671.  In Cossimbazar ontmoet hij Constantin Ranst en liet zich onthalen. Er heerste hongersnood en de wegen lagen bezaaid met lijken. In 1671 vertrok hij weer naar Ceylon. Een deel van zijn bezittingen verloor hij toen het schip verongelukte, waaronder 57 slavinnen, die hij had meegebracht. In 1672 was hij terug in Amsterdam. In 1674 en 1675 was hij schepen in Egmond aan Zee.
In 1675 voer hij naar Makassar voor de VOC kamer te Amsterdam; in 1676 naar Ceylon en Cochin. In 1677 voer hij naar Bassora en Gamron in Perzië en kreeg eenmaal terug het verzoek van de gouverneur om de kust van Malabar in kaart te brengen. Hij kreeg een astrolabium tot zijn beschikking en maakte vijf tekeningen van plaatsen in de omgeving. De Graaf werkte in het ziekenhuis en kreeg ruzie met een collega. In 1678 voer hij terug naar Amsterdam, maar verbleef nog zeven weken in de Kaapkolonie, waar hij de Tafelberg beklom.

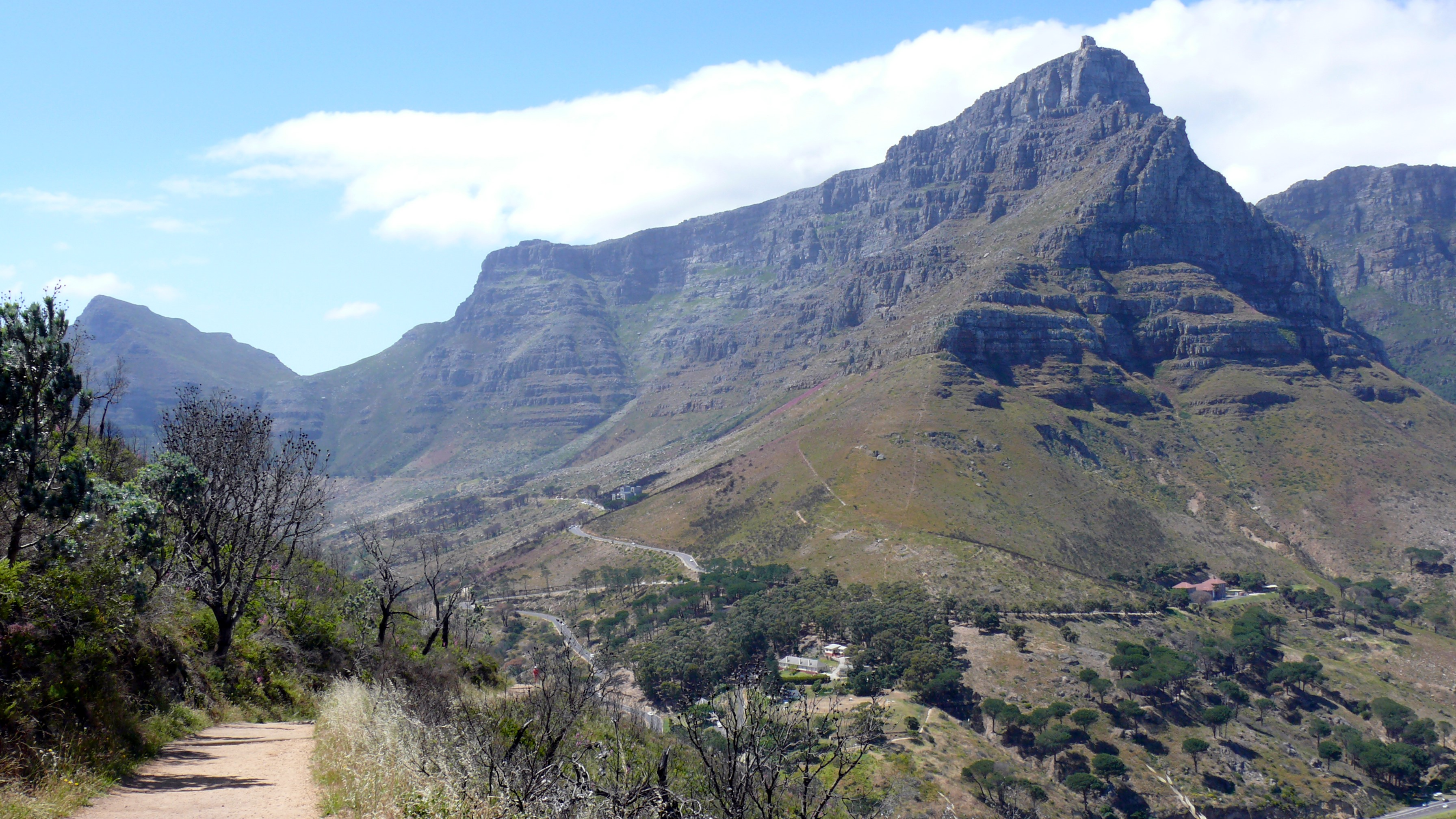
Tafelberg vanuit een ongebruikelijke hoek

In 1680 overleed zijn vrouw; enkele maanden daarop hertrouwde hij. In 1682 kreeg hij ruzie in een herberg en gooide zijn bier in iemands gezicht; daarop volgde een vechtpartij. In mei 1683 vertrok hij voor de laatste keer naar de Oost. Aan boord waren Dirck Strijcker en Joan Bitter. Een halfjaar later kwam het schip in Batavia aan. Vervolgens vertrok hij naar Macau. In plaats van mee te gaan op een missie naar Peking, voer hij naar Bengalen, Ternate en Ambon. In augustus 1687 was hij weer terug. Het is niet exact bekend wanneer hij is overleden maar op 14 oktober 1688 werd in het Oud Rechterlijk Archief van Egmond aan Zee melding gemaakt van de taxatie van zijn erfenis. Hij is dus waarschijnlijk kort vóór 14 oktober 1688 overleden.

## Werk
- Reisen van Nicolaus de Graaff na de vier gedeeltens des werelds, als Asia, Africa, America, en Europa. Behelsende een Beschryving van sijn 48-jarige Reise en aanmerkelykste voorvallen, die hy heeft gesien en die hem zyn ontmoet. Van de levenswyse der Volkeren, Godsdienst, Regeringe, Landschappen en Steden. Alsook Een nette, dog korte Beschryving van China, desselfs over groote Landschappen, menigvuldige Steden, Gebouwen, gegraven Kanalen, Scheepvaard, oudheid der Chinesen: Mitsgaders derselver Oorlogen tegen de Tartaren: en op wat wyse de Tartar sig meester van China heeft gemaakt. Hier agter is by gevoegd d'Oost- Indise Spiegel Zynde een Beschryving van deselve Schryver van geheel Oost- Indien, de Levenswyse so der Hollanders in Indien, als op de Schepen, en een net verhaal van de Uit en t'huis Reise. Met curieuse koperen Platen verçiert.
- Oost-Indise spiegel door Nicolaus de Graaff, behelsende Een beschrijving van de stad Batavia, en wijse van leven der Hollandse Vrouwen in Oost-Indie, een net verhaal der bijsondere handelaars; Alsmede de gemene wijse van de scheepsbevelhebberen. Mitsgaders een generale beschrijving van gants Oost-Indien en een net verhaal so van de Uit als t'Huis Reisen.